# بوله‌په
بوله‌په (به لاتین: Bolepe) یک منطقهٔ مسکونی در سری‌لانکا است که در استان مرکزی (سری‌لانکا) واقع شده‌است.